# イギリス海軍護衛空母一覧
イギリス海軍の護衛空母一覧（括弧内は就役年、すべて退役）
第二次世界大戦と戦後間もなくの期間、45隻の護衛空母がイギリス海軍で運用された。数隻はイギリス海軍で改装されたが、ほとんどはアメリカ合衆国で建造され、レンドリース法に基づき移管された。戦後、残存艦はアメリカ海軍に返還され、民間に売却されるか廃棄、他の海軍に移管された。
以下の艦がイギリス海軍によって商船から改装された。
- オーダシティ HMS Audacity (D10) (1941) - 1941年沈没
- アクティヴィティ HMS Activity (D94) (1942)
- カンパニア HMS Campania (D48) (1944)
- プレトリア・キャッスル HMS Pretoria Castle (F61) (1943)

- ナイラナ級
  - ナイラナ HMS Nairana (D05)　(1943)
  - ヴィンデックス HMS Vindex (D15)　(1943)

以下の艦がアメリカ海軍によって商船から改装され、イギリス海軍で運用された。
- ロングアイランド級:
  - アーチャー (1941) HMS Archer (D78), 前 BAVG-1

- アヴェンジャー級:
  - アヴェンジャー (1942) HMS Avenger (D14), 前 BAVG-2 - 1942年沈没
  - バイター (1942) HMS Biter (D97), 前 BAVG-3
  - チャージャー (1942) HMS Charger (D27), 前 BAVG-4, 後に USS Charger (CVE-30)
  - ダッシャー (1941) HMS Dasher (D37), 前 BAVG-5 - 1943年沈没

- ボーグ級:
  - トラッカー (1943) HMS Tracker (D24), 前 BAVG-6
  - バトラー (1942) HMS Battler (D18), 前 USS Altamaha (CVE-6)
  - アタッカー (1942) HMS Attacker (D02), 前 USS Barnes (CVE-7)
  - ハンター (1943) HMS Hunter (D80), 前 USS Block Island (CVE-8)
  - チェイサー (1943) HMS Chaser (D32), 前 USS Breton (CVE-10)
  - フェンサー (1943) HMS Fencer (D64), 前 USS Croatan (CVE-14)
  - ストーカー (1942) HMS Stalker (D91), 前 USS Hamlin (CVE-15)
  - パーシュアー (1943) HMS Pursuer (D73), 前 USS St. George (CVE-17)
  - ストライカー (1943) HMS Striker (D12), 前 USS Prince William (CVE-19)
  - サーチャー (1943) HMS Searcher (D40), 前 CVE-22
  - レバイジャー (1943) HMS Ravager (D70), 前 CVE-24
  - スリンガー (1943) HMS Slinger (D26), 前 USS Chatham (CVE-32)
  - アスリング (1943) HMS Atheling (D51), 前 USS Glacier (CVE-33)
  - エンペラー (1943) HMS Emperor (D98), 前 USS Pybus (CVE-34)
  - アミール (1943) HMS Ameer (D01), 前 USS Baffins (CVE-35)
  - ベガム (1943) HMS Begum (D38), 前 USS Bolinas (CVE-36)
  - トランペッター (1943) HMS Trumpeter (D09), 前 USS Bastian (CVE-37)
  - エンプレス (1943) HMS Empress (D42), 前 USS Carnegie (CVE-38)
  - ケディーヴ (1943) HMS Khedive (D62), 前 USS Cordova (CVE-39)
  - スピーカー (1943) HMS Speaker (D90), 前 USS Delgada (CVE-40)
  - ネイボブ (1943) HMS Nabob (D77), 前 USS Edisto (CVE-41) - 1944年損傷、損傷甚大と判断され退役
  - プレミア (1943) HMS Premier (D23), 前 USS Estero (CVE-42)
  - シャー (1943)HMS Shah (D21), 前 USS Jamaica (CVE-43)
  - パトローラー (1943) HMS Patroller (D07), 前 USS Keweenaw (CVE-44)
  - ラージャ (1944) HMS Rajah (D10), 前 USS Prince (CVE-45)
  - ラーニー (1944) HMS Ranee (D03), 前 USS Niantic (CVE-46)
  - トゥランサー (1944) HMS Trouncer (D85), 前 USS Perdido (CVE-47)
  - セイン (1943)HMS Thane (D48), 前 USS Sunset (CVE-48) - 1945年損傷、損傷甚大と判断され退役
  - クイーン (1943) HMS Queen (D19), 前 USS St. Andrews (CVE-49)
  - ルーラー (1943) HMS Ruler (D72), 前 USS St. Joseph (CVE-50)
  - アービター (1943) HMS Arbiter (D31), 前 USS St. Simon (CVE-51)
  - スマイター (1944) HMS Smiter (D55), 前 USS Vermillion (CVE-52)
  - パンチャー (1944) HMS Puncher (D79), 前 USS Willapa (CVE-53)
  - リーパー (1944) HMS Reaper (D82), 前 USS Winjah (CVE-54)